# Islam Democraten
Die Islam Democraten (ID, Islamdemokraten) waren eine niederländische Partei, die 2022 mit DENK fusionierte.

## Geschichte
Die ID starteten als eine Den Haager Lokalpartei (sie ist dort seit 2014 mit zwei Sitzen im Stadtrat vertreten) und traten dann später auch landesweit bei den Parlamentswahlen von 2006 in vier Wahlkreisen an, konnten jedoch mit 4.339 Stimmen (0,0 %) nicht ins niederländische Unterhaus einziehen. Einer der Mitgründer der Partei und Spitzenkandidat für die Parlamentswahl war Arif Potmis, der von Aruba stammt und ursprünglich Katholik war, bevor er zum Islam konvertierte.
Trotz ihrer eher marginalen Bedeutung sorgten die ID mehrfach für Aufsehen. Nachdem Marco Pastors, Spitzenkandidat der Partei EénNL für die Parlamentswahlen von 2006, in einer Wahlwerbung im Radio den Vorwurf getätigt hatte, dass einer drohenden Islamisierung der Niederlande genauso wenig begegnet werde wie einstmals dem Aufstieg der Nazis in den 1930er Jahren, sahen die ID darin eine Verunglimpfung und versuchten dagegen eine einstweilige Verfügung zu erreichen, scheiterten damit jedoch vor Gericht.
2007 protestierten die ID gegen eine Fotografie der iranischen Künstlerin Sooreh Hera im Gemeentemuseum von Den Haag, die zwei homosexuelle Männer mit Masken von Mohammed und dessen Schwiegersohn Ali zeigt. Der Direktor des Gemeentemuseums ließ daraufhin die Fotografie entfernen, da er in dieser eine potentielle Verletzung religiöser Gefühle sah. Zuvor war es zu Drohungen gegen das Museum und die Künstlerin gekommen, von denen sich die Partei jedoch distanzierte. Das in Gouda ansässige MuseumgoudA bot daraufhin an, die inkriminierte Photographie auszustellen.
Aufsehen erregte die Partei unter anderem auch dadurch, dass Fotos von Neffen von Dilaver Delikaya im Internet auftauchten, die sie mit Waffen und in Gewaltpositionen zeigten und im Hintergrund die Kaaba und islamische Bilder an der Wand zu sehen waren. Dies wurde seitens der niederländischen Medien so gewertet, dass die Partei womöglich doch insgeheim islamisch-extremistische Ziele verfolgt, sich aber der Öffentlichkeit demokratisch und tolerant zeigt. Später stellt sich heraus, dass die Waffen auf den Fotos keine echte sind, sondern Spielzeugwaffen.

## Parteiprogramm
Die ID wollen Ansichten entgegentreten, dass Islam und Demokratie nicht miteinander vereinbar seien und sprechen sich gegen Extremismus aus. Das Programm konzentriert sich fast vollständig auf ein multikulturelles Zusammenleben, in dem Integration und Toleranz gefördert, Diskriminierung hingegen bekämpft werden soll. Die Partei spricht sich für eine Direktwahl von Bürgermeistern aus.

## Ergebnisse bei nationalen Wahlen
| Jahr | Stimmen | Prozent | +/- | Sitze | +/- |
| ---- | ------- | ------- | --- | ----- | --- |
| 2006 | 4.339   | 0,0 %   |     | 0     |     |